# Polyphida metallica
Polyphida metallica là một loài bọ cánh cứng trong họ Cerambycidae.